# 柿崎テレビ中継局
柿崎テレビ中継局（かきざきテレビちゅうけいきょく）は、新潟県上越市（旧柿崎町）に設置されているテレビ中継局。

## 中継局概要

### デジタルテレビ放送
| リモコン 番号 | 放送局名              | チャンネル 番号 | 空中線 電力 | ERP  | 偏波面   | 放送対象地域 | 放送区域 内世帯数 | 運用開始日     |
| ------------- | --------------------- | --------------- | ----------- | ---- | -------- | ------------ | ----------------- | -------------- |
| 1             | NHK 新潟総合          | 24              | 1W          | 1.7W | 水平偏波 | 新潟県       | 2905世帯          | 2010年 5月31日 |
| 2             | NHK 新潟教育          | 22              | 1W          | 1.7W | 水平偏波 | 全国         | 2905世帯          | 2010年 5月31日 |
| 4             | TeNY テレビ新潟放送網 | 32              | 1W          | 1.7W | 水平偏波 | 新潟県       | 2905世帯          | 2010年 5月31日 |
| 5             | UX 新潟テレビ21       | 34              | 1W          | 1.7W | 水平偏波 | 新潟県       | 2905世帯          | 2010年 5月31日 |
| 6             | BSN 新潟放送          | 28              | 1W          | 1.7W | 水平偏波 | 新潟県       | 2905世帯          | 2010年 5月31日 |
| 8             | NST NST新潟総合テレビ | 30              | 1W          | 1.7W | 水平偏波 | 新潟県       | 2905世帯          | 2010年 5月31日 |

- 所在地： 上越市柿崎区柿崎[1]（上越市柿崎区総合事務所駐車場）
- 放送区域： 上越市の一部[2]
- 2010年2月1日に予備免許が交付され[1]、5月31日に本放送を開始した[3]。デジタル放送は、計画策定当初は非該当となっていたが、旧柿崎町内においてデジタル混信障害が発生しデジタル放送の難視聴区域となることから、関係機関や各放送局との協議の結果置局が決まった[4]。

### アナログテレビ放送
| チャンネル 番号 | 放送局名     | 空中線 電力       | ERP                | 偏波面   | 放送対象地域 | 放送区域 内世帯数 | 運用開始日     |
| --------------- | ------------ | ----------------- | ------------------ | -------- | ------------ | ----------------- | -------------- |
| 60              | NHK 新潟総合 | 映像3W/ 音声750mW | 映像9.3W/ 音声2.3W | 水平偏波 | 新潟県       | 約-世帯           | 1976年 5月29日 |
| 62              | NHK 新潟教育 | 映像3W/ 音声750mW | 映像9.3W/ 音声2.3W | 水平偏波 | 全国         | 約-世帯           | 1976年 5月29日 |

- 所在地： 柏崎市大清水（権現山）
- 2011年7月24日をもってすべて廃止された。